# Сенявін Дмитро Миколайович
Дмитро Миколайович Сенявін (17 серпня 1763, Комлево — 17 квітня 1831) — російський флотоводець, адмірал.

## Біографія
Народився 6 (17 серпня) 1763 року в селі Комлевому Боровського повіту Калузької губернії. Належав до дворянського роду Сенявіних, з якого вийшло кілька відомих військово-морських діячів. Його батько, віце-адмірал Микола Іванович Сенявін, в 1773—1775 роках обіймав посаду військового губернатора Кронштадського порту.
У 1773 році записаний в Морський кадетський корпус (Санкт-Петербург). У 1777 році отримав чин гардемарина; здійснив два навчальних плавання по Балтійському морю. Блискуче склавши іспити на офіцерське звання, 1 травня 1780 року проведений в мічмани і призначений на корабель «Князь Володимир».
У 1780—1781 брав участь в експедиції російської ескадри, відправленої до берегів Португалії для підтримки збройного нейтралітету під час Війни за незалежність США. У 1782 році переведений на Азовську флотилію; служив на корветі «Хотин». У 1783 році отримав звання лейтенанта і призначений прапор-офіцером при контр-адміралі Ф. Ф. Мекензі, який керував будівництвом Севастопольського порту. В 1786 році — командир пакетбота «Карабут», курсував між Севастополем і Стамбулом.
На початок російсько-турецької війни 1787—1792 років дослужився до чину капітана 2-го рангу. У перший період війни обіймав посаду прапор-капітана при командуючому Чорноморським флотом адмірала М. І. Войновичі. В другій половина 1788 року, під час облоги російськими військами Очакова здійснив успішну диверсію біля берегів Малої Азії: знищив близько десятка турецьких торгових суден і зумів відвернути увагу турецького флоту від району бойових дій; в грудні 1788 року нагороджений орденом Святого Георгія 4-ступеня. Потім послідовно командував бойовими кораблями «Леонтій Мученик», «Святий Володимир», «Навархія». В 1789 році провів у Севастополь корабель «Володимир», що стояв в льодах між Очаковом і Кінбурном. Нагороджений орденом святого Володимира 4-го ступеня з бантом. Потім був відряджений до Херсона, де взяв новозбудований корабель «Йосип Другий». Привів корабель до Севастополя. Відзначився при розгромі турецького флоту в битві біля мису Каліакрія 31 липня (11 серпня) 1791 року.
У 1798—1800 роках, під час війни Другої коаліції з Францією, в чині капітана 1-го рангу командував лінійним кораблем «Святий Петро» і брав участь в поході ескадри Ф. Ф. Ушакова в Середземне море. В ході операції по оволодінню Іонічними островами керував захопленням 2 (13 листопада) 1798 року фортеці Святого Мавра і брав участь у штурмі Корфу 20 лютого (3 березня) 1799 року. В листпаді 1798 року нагороджений орденом Святої Анни 2-го ступеня. Після закінчення походу в 1800 році призначений командиром Херсонського порту. У 1803 році став командиром Севастопольського порту. У 1804—1805 роках служив флотським начальником в Ревелі.
У 1805 році проведений у віце-адмірали. 10 (22 вересня) 1805  року очолив російську ескадру з шести кораблів, надіслану з Кронштадта в Середземне море для боротьби з французами. Після прибуття на Корфу 18 (30 січня) 1806 року вступив в командування всіма російськими морськими і сухопутними силами в Середземномор'ї. Прагнучи запобігти захопленню Наполеоном I Греції і зберегти Іонічні острови як головну базу російського флоту, здійснив ряд наступальних операцій на Адріатиці, насамперед у Далмації та Чорногорії: за підтримки чорногорців захопив 2 (14 березня) фортецю Бокка-ді-Каттаро (сучасний Котор), на початку червня змусив французів очистити Брено, в кінці літа невдало намагався оволодіти Рагузою (сучасний Дубровник), а 19 вересня (1 жовтня) взяв Кастель-Нуово.
Після розриву відносин між Росією і Османською імперією (російсько-турецька війна 1806—1812) і початком військових дій, залишивши частину сил для захисту Корфу, в лютому 1807 року повів ескадру з восьми лінійних кораблів і одного фрегата в Егейське море і в березні блокував Дарданели. 10—11 (22—23 травня) 1807 року завдав поразки турецькому флоту в Дарданельскій, а 19 червня (1 липня) 1807 в Афонській битвах, незважаючи на чисельну перевагу противника; успішно застосував новий прийом бою — зосередження подвійної переваги сил (два своїх корабля проти одного ворожого) на вирішальній ділянці бою, в даному випадку проти турецьких флагманів. Спроби турків прорвати блокаду Стамбула були зірвані, і російський флот встановив контроль над Егейському морі. Це змусило Порту піти на укладення Слободзейського перемир'я з Росією 12 (24 серпня) 1807 року. В 1807 році нагороджений орденом Святого Олександра Невського.
Згідно з умовами Тільзитського миру 25 червня (7 липня) 1807 року Д. М. Сенявін передав Франції Іонічні острови і у вересні відплив на батьківщину. Однак після оголошення Росією війни Великій Британії його кораблі в кінці жовтня були блоковані в Лісабоні англійським флотом. У серпні 1808 року уклав з англійцями угоду про інтернування ескадри в британських портах на час війни. У вересні 1808 — серпні 1809 років перебував з кораблями на Портсмутському рейді. У серпні 1809 року отримав дозвіл відвести ескадру до Риги. Після повернення на батьківщину у вересні 1809 року потрапив у немилість до Олександра I. У 1811 році переведений на посаду командира Ревельського порту. Під час Франко-російської війни 1812 року отримав відмову на своє прохання про зарахування в діючу армію. У квітні 1813 звільнений у відставку.
Повернувся на службу в 1825 році у зв'язку із загрозою нової війни з Османською імперією. Призначений командувачем Балтійським флотом; отримав звання генерал-ад'ютанта. У 1826 році проведений в адмірали. У тому ж році обраний почесним членом Петербурзької академії наук. У 1830 році важко захворів і 5 (17 квітня) 1831 року помер. Похований у Санкт-Петербурзі в Олександро-Невській лаврі.

## Пам'ять

Анотаційна дошка у Севастополі

Іменем Д. М. Сенявіна названа частина архіпелагу в східній частині Каролінських островів в Тихому океані, мис в Брістольській затоці Берингового моря, мис на острові Сахаліні, півострів і мис на Камчатці. Його ім'я також носив броненосець берегової оборони російського флоту спущений на воду в 1892 році.
У Великому Новгороді на пам'ятнику «1000-ліття Росії» серед 129 фігур найвидатніших особистостей російської історії (на 1862 рік) є фігура Дмитра Сенявіна.
17 серпня 1963 року його іменем названа вулиця в Ленінському районі Севастополя (колишня Ринкова), на будинку № 3 якої встановлено анотаційну дошку.